# Toyota Series Championships 1981, парний розряд
В парному розряді жіночого тенісного турніру Toyota Championships 1981, що проходив у рамках Туру WTA 1981, Мартіна Навратілова і Пем Шрайвер виграли титул, у фіналі перемігши пару Розмарі Касалс і Венді Тернбулл 6–3, 6–4.

## Сіяні пари
| 1. Мартіна Навратілова / Пем Шрайвер (чемпіонки) | 1. Розмарі Казалс / Венді Тернбулл (фінал) |

## Основна сітка

### Легенда
| - Q = Кваліфаєр - WC = Вайлд-кард - LL = Щасливий лузер | - Alt = Заміна - SE = Виняток - PR = Захищений рейтинг | - w/o = Без гри - r = Зняття - d = Присуджено перемогу |

|  | 1-ше коло                      | 1-ше коло                       | 1-ше коло                     | 1-ше коло | 1-ше коло |                               |                                 | Ultimo turno | Ultimo turno | Ultimo turno | Ultimo turno | Ultimo turno |
|  |                                |                                 |                               |           |           |                               |                                 |              |              |              |              |              |
|  | 1                              | Мартіна Навратілова Пем Шрайвер | 6                             | 6         |           |                               |                                 |              |              |              |              |              |
|  | Розалін Феербенк Таня Гартфорд | Розалін Феербенк Таня Гартфорд  | 0                             | 2         |           |                               |                                 |              |              |              |              |              |
|  | Розалін Феербенк Таня Гартфорд | Розалін Феербенк Таня Гартфорд  | 0                             | 2         |           | 1                             | Мартіна Навратілова Пем Шрайвер | 6            | 6            |              |              |              |
|  |                                |                                 |                               |           |           | 1                             | Мартіна Навратілова Пем Шрайвер | 6            | 6            |              |              |              |
|  |                                | 2                               | Розмарі Казалс Венді Тернбулл | 3         | 4         |                               |                                 |              |              |              |              |              |
|  | 2                              | 2                               | Розмарі Казалс Венді Тернбулл | 3         | 4         | Розмарі Казалс Венді Тернбулл | 6                               | 6            |              |              |              |              |
|  | 2                              |                                 |                               |           |           | Розмарі Казалс Венді Тернбулл | 6                               | 6            |              |              |              |              |
|  | Кеті Джордан Енн Сміт          | Кеті Джордан Енн Сміт           | 2                             | 3         |           |                               |                                 |              |              |              |              |              |